# Onde courte météorologique
Pour Onde courte en radiofréquences, voir Haute fréquence.

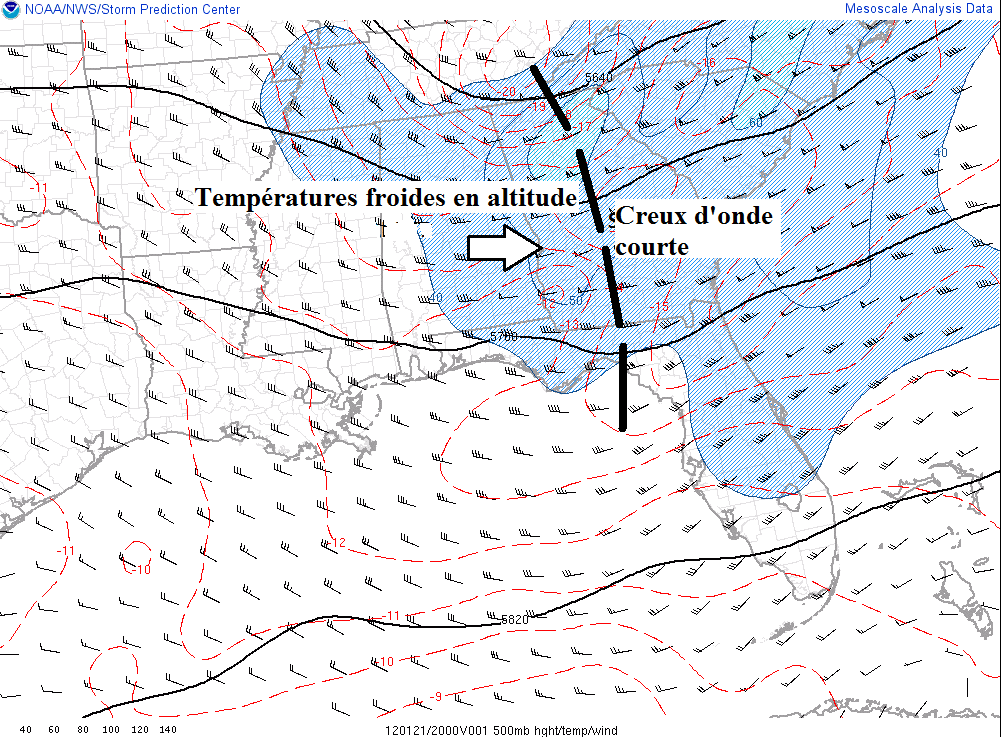
Creux barométrique d'onde courte avec les zones associées de tourbillon positif (tireté rouge).

Une onde courte, ou creux barométrique d'onde courte, en météorologie  est une perturbation de la circulation atmosphérique d'échelle moindre que celle des grandes ondes de Rossby. Elle se superpose et se déplace le long de celles-ci. Les ondes courtes sont associées avec le mouvement vertical dans la circulation atmosphérique et servent de déclencheur au développement de la cyclogénèse des systèmes frontaux des latitudes moyennes, ainsi que de la convection atmosphérique de méso-échelle. 

## Théorie
Lorsqu'un différentiel de pression ou de température se produit dans la circulation atmosphérique, celui-ci peut se resserrer ou changer de direction. La variation de friction, comme sur un relief montagneux, va également changer le flux. À grande échelle ceci crée les ondes de Rossby dont l'initiation est due à la variation de la force de Coriolis selon la latitude. Habituellement, il y a de 4 à 6 de ces ondes qui entourent le globe terrestre et que l'on peut noter par l'ondulation des lignes d'égale altitude (isohypses) sur une carte météorologique de pression constante en altitude.  Leur longueur d'onde varie entre 4 000 et 8 000 km. Elles sont presque stationnaires ou se déplacent très lentement vers l'est ou l'ouest.
Le long de ces ondes, des perturbations plus locales du champ des isohypses vont donner des ondes de plus courte longueur d'onde qui donnent une déviation de sens antihoraire au flux. Ces perturbations se déplacent rapidement dans la même direction que la circulation atmosphérique dans l'onde de Rossby,. Elles s'affaiblissent lorsqu'elles arrivent sur une crête d'onde longue et le renforcent lorsqu'elles sont sur un creux d'onde longue. On les observe facilement aux niveaux moyens dans l'atmosphère (ex. 500 hPa).
En modifiant la courbure de la circulation, les ondes courtes causent une advection d'air froid vers les tropiques et d'air chaud vers les pôles ce qui augmente le tourbillon. À l'avant d'une onde courte, il y advection positive de tourbillon associé avec un mouvement ascendant, alors que derrière elle l'advection est négative et l'air est subsidant,.

## Temps associé
L'air en ascension se refroidissant par décompression adiabatique, la vapeur d'eau qu'il contient se condense lorsque la saturation est atteinte pour former nuages et précipitations. À l'inverse, l'air en subsidence se réchauffe et son humidité relative diminue, dégageant le ciel. L'influence des ondes courtes va de l'échelle synoptique, avec la cyclogénèse des dépressions météorologiques, à la méso-échelle avec les orages,,.